# Пут
Пут — река в России, протекает по Нижнесергинскому району Свердловской области. Устье реки находится в 96 км по левому берегу реки Бисерти, в селе Кленовском. Длина реки составляет 50 км. В 24 км от устья по левому берегу реки впадает река Юрмыс. В 32 км от устья по левому берегу реки впадает река Урташ.

## Данные водного реестра
По данным государственного водного реестра России, Пут относится к Камскому бассейновому округу, водохозяйственный участок реки — Уфа от Нязепетровского гидроузла до Павловского гидроузла, без реки Ай, речной подбассейн Белой, речной бассейн Камы.
Код объекта в государственном водном реестре — 10010201112111100021145.